# كعب خنيجري
الكعب الخُنَيْجرِيّ أو فقط الخنيجري هو حذاء ذو كعب عال وطويل ورفيع. سمي على اسم الخنيجر.